# Gran Premi d'Hongria del 1998
Resultats del Gran Premi d'Hongria de la temporada 1998 disputat al circuit d'Hungaroring el 16 d'agost del 1998.

## Classificació
| Pos | No | Pilot                 | Equip                  | Voltes | Temps/ Retirada | Pos. de sortida | Punts |
| --- | -- | --------------------- | ---------------------- | ------ | --------------- | --------------- | ----- |
| 1   | 3  | Michael Schumacher    | Ferrari                | 77     | 1h 45' 26. 4    | 3               | 10    |
| 2   | 7  | David Coulthard       | McLaren - Mercedes     | 77     | + 9.433 s       | 2               | 6     |
| 3   | 1  | Jacques Villeneuve    | Williams - Mecachrome  | 77     | + 44.444 s      | 6               | 4     |
| 4   | 9  | Damon Hill            | Jordan - Mugen - Honda | 77     | + 55.076 s      | 4               | 3     |
| 5   | 2  | Heinz-Harald Frentzen | Williams - Mecachrome  | 77     | + 56.51 s       | 7               | 2     |
| 6   | 8  | Mika Häkkinen         | McLaren - Mercedes     | 76     | + 1 Volta       | 1               | 1     |
| 7   | 14 | Jean Alesi            | Sauber - Petronas      | 76     | + 1 Volta       | 11              |       |
| 8   | 5  | Giancarlo Fisichella  | Benetton - Playlife    | 76     | + 1 Volta       | 8               |       |
| 9   | 10 | Ralf Schumacher       | Jordan - Mugen - Honda | 76     | + 1 Volta       | 10              |       |
| 10  | 15 | Johnny Herbert        | Sauber - Petronas      | 76     | + 1 Volta       | 15              |       |
| 11  | 16 | Pedro Diniz           | Arrows                 | 74     | + 3 Voltes      | 12              |       |
| 12  | 11 | Olivier Panis         | Prost - Peugeot        | 74     | + 3 Voltes      | 20              |       |
| 13  | 19 | Jos Verstappen        | Stewart - Ford         | 74     | + 3 Voltes      | 17              |       |
| 14  | 21 | Toranosuke Takagi     | Tyrrell - Ford         | 74     | + 3 Voltes      | 18              |       |
| 15  | 22 | Shinji Nakano         | Minardi - Ford         | 74     | + 3 Voltes      | 19              |       |
| Ret | 6  | Alexander Wurz        | Benetton - Playlife    | 69     | Caixa canvi     | 9               |       |
| Ret | 18 | Rubens Barrichello    | Stewart - Ford         | 54     | Caixa canvi     | 14              |       |
| Ret | 12 | Jarno Trulli          | Prost - Peugeot        | 28     | Motor           | 16              |       |
| Ret | 17 | Mika Salo             | Arrows                 | 18     | Caixa canvi     | 13              |       |
| Ret | 4  | Eddie Irvine          | Ferrari                | 13     | Caixa canvi     | 5               |       |
| Ret | 23 | Esteban Tuero         | Minardi - Ford         | 13     | Motor           | 21              |       |

## Altres
- Pole: Mika Häkkinen 1' 16. 973

- Volta ràpida: Michael Schumacher 1' 19. 286 (a la volta 60)